# 普林斯頓鎮區 (明尼蘇達州密爾湖縣)
普林斯頓鎮區（英語：Princeton Township）是位於美國明尼蘇達州密爾湖縣的一個行政鎮區。

## 地方資料
普林斯頓鎮區的面積為84.10平方千米，當中陸地面積為82.23平方千米，而水域面積為1.87平方千米。根據2020年美國人口普查的數據，當地共有人口2228人，而人口密度為每平方千米26.49人。